# Ofeltes de Nemea

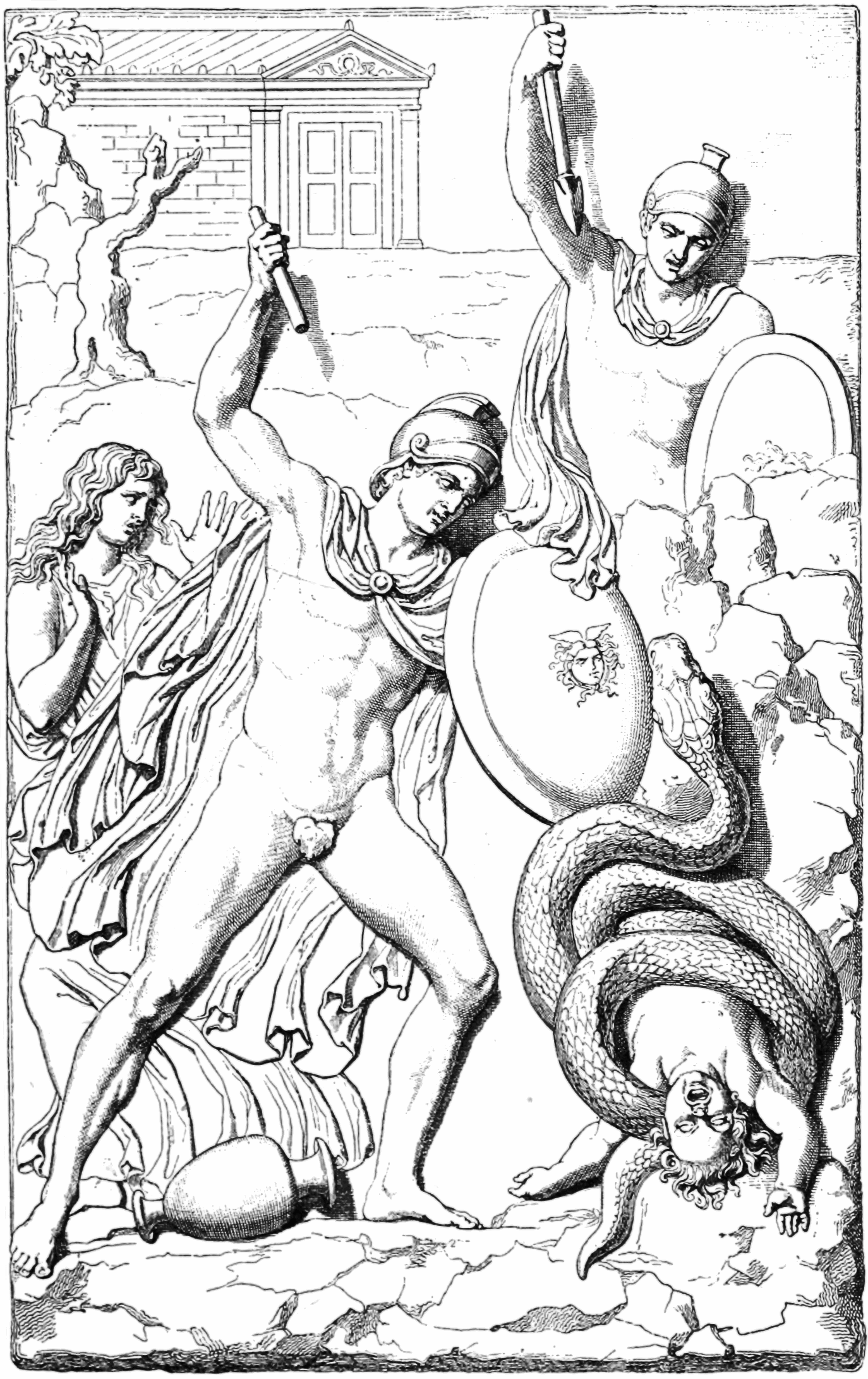
Muerte de Ofeltes. Bajorrelieve representado en Denkmäler des klassischen Altertums (Los monumentos de la Antigüedad clásica). 1888.

En la mitología griega, Ofeltes (también llamado Arquémoro) era el hijo del rey de Nemea Licurgo y de la reina Eurídice. Al nacer Ofeltes, su padre consultó al oráculo de Delfos cómo asegurar la salud y felicidad de su hijo. La respuesta del oráculo fue que el niño no debía tocar el suelo hasta haber aprendido a andar.
Un día su niñera Hipsípila, que caminaba con él en brazos, se encontró con el ejército argivo que se dirigía al asedio de Tebas, que le preguntaron por una fuente de agua cercana. Hipsípila dejó a Ofeltes en el suelo y caminó con ellos para mostrarles el lugar de la fuente. Mientras tanto, el niño fue estrangulado por una serpiente. El adivino Anfiarao interpretó correctamente el suceso como un presagio de que la campaña contra Tebas sería un fracaso.
Tras este incidente los generales celebraron unos juegos en honor de Ofeltes, que fueron el principio de los famosos Juegos Nemeos.
Ofeltes fue llamado Arquémoro ("precursor de la muerte") de acuerdo con la profecía de Anfiarao.
Según cuenta Tzetzes, uno de los dos montes de Eubea se llamó Ofeltes en su honor. El otro recibió el nombre de Zarex.
Durante excavaciones llevadas a cabo en Nemea y financiadas por la Universidad de California desde 1973 se ha desenterrado lo que probablemente se trate del santuario de Ofeltes, una estructura al aire libre reconstruida varias veces desde el siglo VI a. C.